# Slater Martin
Slater Nelson Martin Jr. (Elmina, 22 de outubro de 1925 - Houston, 18 de outubro de 2012) foi um norte-americano jogador e treinador profissional de basquete que foi armador por 11 temporadas na National Basketball Association (NBA). Ele foi campeão cinco vezes e jogou em sete All-Star Games da NBA.
Martin foi um dos melhores jogadores defensivos da NBA na década de 1950, jogando pelo Minneapolis Lakers, comandado por George Mikan, que venceu quatro título da NBA entre 1950 e 1954. Em 1956, ele se juntou ao St. Louis Hawks de Bob Pettit e ganhou outro título da NBA em 1958.
Martin foi ex-aluno da Jefferson Davis High School em Houston, onde levou sua escola a dois títulos estaduais de basquete em 1942 e 1943. Ele também se formou na Universidade do Texas em Austin, onde estabeleceu um recorde de pontuação de 49 pontos contra a Texas Christian University em 1949. Ao longo de sua carreira universitária, ele teve média de 12,7 pontos.
Sua antiga escola agora realiza uma arrecadação de fundos anual em seu nome, o "Torneio de Golfe Slater Martin", que arrecada com sucesso dezenas de milhares de dólares a cada ano para clubes de estudantes e equipes atléticas do ensino médio.
Ele foi o técnico principal do Houston Mavericks da American Basketball Association (ABA) na temporada de 1967-68 e parte de 1968-69, e liderou o Mavericks nos playoffs da ABA de 1968.
Martin foi introduzido no Naismith Memorial Basketball Hall of Fame em 3 de maio de 1982. Ele é o único jogador da Universidade do Texas em Austin a ter essa honraria. Sua camisa número 15 foi aposentada pela Universidade do Texas em 31 de janeiro de 2009, tornando-o apenas o segundo jogador de basquete a ter seu número aposentado.
Ele morreu de uma breve doença em 18 de outubro de 2012, em Houston, Texas, aos 86 anos.

## Estatísticas da NBA

### Temporada regular
| Ano      | Equipe      | PJ  | MPJ  | AP   | LL   | RT  | AS  | PPJ  |
| -------- | ----------- | --- | ---- | ---- | ---- | --- | --- | ---- |
| 1949–50† | Minneapolis | 67  | –    | .351 | .634 | –   | 2.2 | 4.0  |
| 1950–51  | Minneapolis | 68  | –    | .362 | .684 | 3.6 | 3.5 | 8.5  |
| 1951–52† | Minneapolis | 66  | 37.6 | .375 | .747 | 3.5 | 3.8 | 9.3  |
| 1952–53† | Minneapolis | 70  | 36.5 | .410 | .780 | 2.7 | 3.6 | 10.6 |
| 1953–54† | Minneapolis | 69  | 35.8 | .388 | .724 | 2.4 | 2.9 | 9.9  |
| 1954–55  | Minneapolis | 72  | 38.7 | .381 | .769 | 3.6 | 5.9 | 13.6 |
| 1955–56  | Minneapolis | 72  | 39.4 | .358 | .833 | 3.6 | 6.2 | 13.2 |
| 1956–57  | New York    | 13  | 32.8 | .344 | .830 | 3.2 | 3.0 | 8.5  |
| 1956–57  | St. Louis   | 53  | 37.3 | .330 | .782 | 4.6 | 4.3 | 11.5 |
| 1957–58† | St. Louis   | 60  | 35.0 | .336 | .746 | 3.8 | 3.6 | 12.0 |
| 1958–59  | St. Louis   | 71  | 35.3 | .347 | .776 | 3.6 | 4.7 | 9.7  |
| 1959–60  | St. Louis   | 64  | 27.4 | .371 | .726 | 2.9 | 5.2 | 6.2  |
| Carreira | Carreira    | 745 | 35.5 | .362 | .752 | 3.4 | 4.0 | 9.7  |

### Playoffs
| Ano      | Equipe      | PJ | MPJ  | AP   | LL   | RT  | AS  | PPJ  |
| -------- | ----------- | -- | ---- | ---- | ---- | --- | --- | ---- |
| 1950†    | Minneapolis | 12 | –    | .420 | .583 | –   | 2.1 | 4.7  |
| 1951     | Minneapolis | 7  | –    | .353 | .519 | 6.0 | 3.6 | 7.1  |
| 1952†    | Minneapolis | 13 | 40.2 | .345 | .732 | 2.8 | 4.3 | 9.0  |
| 1953†    | Minneapolis | 12 | 37.8 | .398 | .765 | 2.6 | 3.6 | 10.1 |
| 1954†    | Minneapolis | 13 | 41.0 | .330 | .743 | 2.2 | 4.6 | 9.7  |
| 1955     | Minneapolis | 7  | 45.0 | .298 | .816 | 4.0 | 4.4 | 13.7 |
| 1956     | Minneapolis | 3  | 40.3 | .459 | .833 | 2.3 | 5.0 | 18.0 |
| 1957     | St. Louis   | 10 | 43.9 | .355 | .757 | 4.2 | 4.9 | 16.6 |
| 1958†    | St. Louis   | 11 | 37.8 | .321 | .619 | 4.4 | 3.6 | 11.5 |
| 1959     | St. Louis   | 1  | 18.0 | .800 | –    | 3.0 | 2.0 | 8.0  |
| 1960     | St. Louis   | 3  | 19.3 | .077 | .250 | 1.0 | 2.7 | 1.0  |
| Carreira | Carreira    | 92 | 35.9 | .377 | .661 | 3.2 | 3.7 | 9.9  |